# Kanton Rougemont
Rougemont is een voormalig kanton van het Franse departement Doubs. Het kanton maakte deel uit van het arrondissement Besançon. Het werd opgeheven bij decreet van 25 februari 2014 met uitwerking op 22 maart  2015. Alle gemeenten werden toegevoegd aan het kanton Baume-les-Dames.

## Gemeenten
Het kanton Rougemont omvatte de volgende gemeenten:
- Abbenans
- Avilley
- Bonnal
- Cubrial
- Cubry
- Cuse-et-Adrisans
- Fontenelle-Montby
- Gondenans-les-Moulins
- Gondenans-Montby
- Gouhelans
- Huanne-Montmartin
- Mésandans
- Mondon
- Montagney-Servigney
- Montussaint
- Nans
- Puessans
- Rillans
- Rognon
- Romain
- Rougemont (hoofdplaats)
- Tallans
- Tournans
- Tressandans
- Trouvans
- Uzelle
- Viéthorey